# Vuelo 910 de FedEx Express
El 28 de octubre de 2016, el vuelo 910 de FedEx Express, un McDonnell Douglas MD-10-10F que volaba del Aeropuerto Internacional de Memphis al Aeropuerto Internacional de Fort Lauderdale-Hollywood, sufrió un derrape en la pista tras el colapso del tren de aterrizaje, lo que provocó un incendio que destruyó parcialmente el motor y el ala izquierdos. No hubo fallecidos; sin embargo, el capitán sufrió heridas leves.

## Descripción

### Aeronave

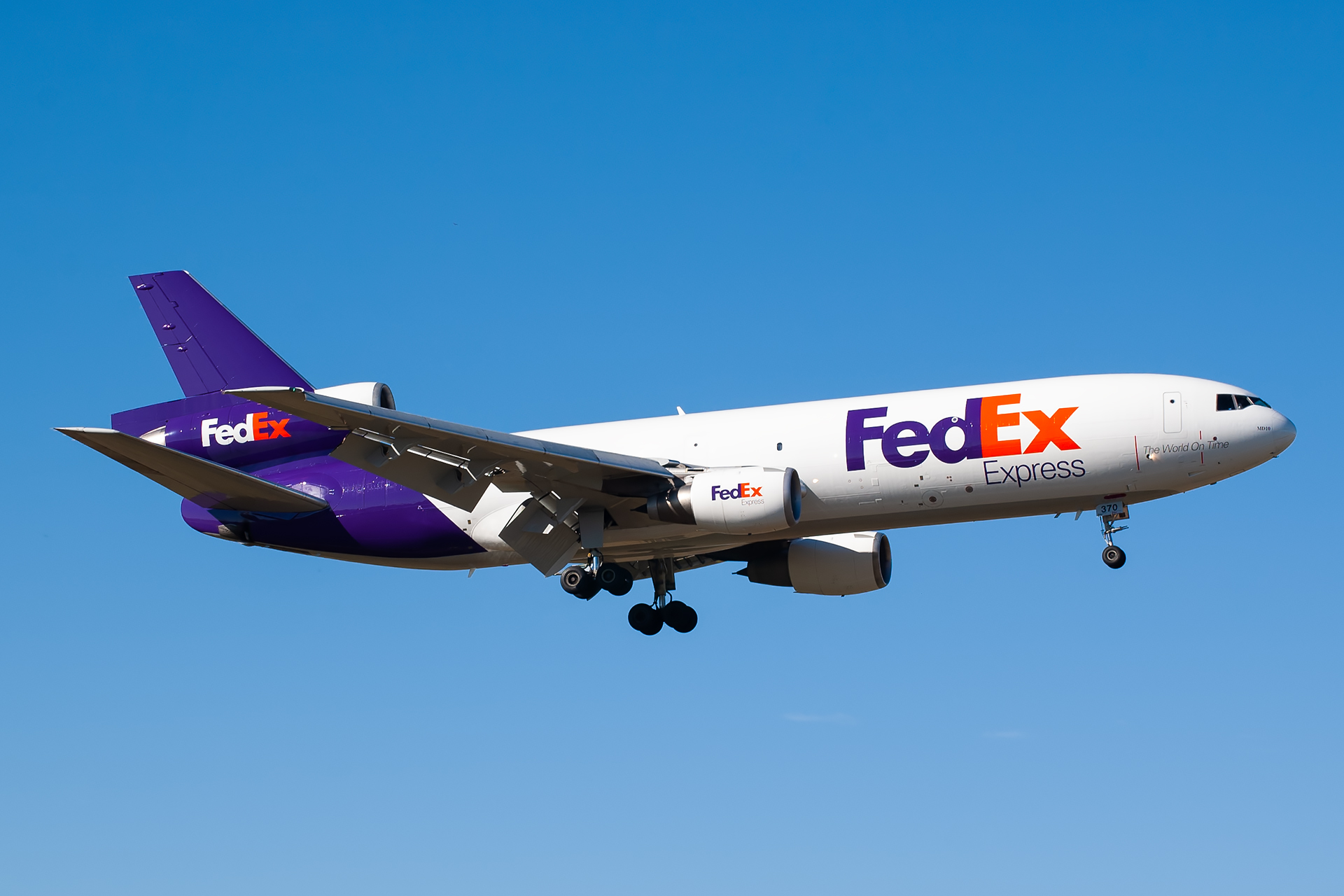
N370FE, la aeronave involucrada en el accidente

La aeronave involucrada era un McDonnell Douglas MD-10-10F, construido en 1972 como avión de pasajeros DC-10. Inicialmente, se entregó a United Airlines y operó para la aerolínea hasta que FedEx lo adquirió el 21 de agosto de 1997. Posteriormente, se convirtió a configuración de carga el 3 de julio de 1999 y se actualizó a un MD-10 el 2 de noviembre de 2003. Acumuló 84.589 horas de fuselaje en 35.606 ciclos de despegue y aterrizaje. Estaba propulsado por tres motores General Electric CF6-6D y tenía 44 años al momento del accidente.

### Tripulación
Al mando estaba el capitán William Pope, de 55 años, contratado como ingeniero de vuelo por FedEx en el año 2000. Anteriormente, había servido en la Fuerza Aérea de los Estados Unidos de 1982 a 2000 como veterano de la Guerra del Golfo, la Guerra de Bosnia y la Guerra de Kosovo. En la compañía, trabajó en el Boeing 727 como ingeniero de vuelo, primer oficial y capitán, además de capitán del MD-11. Acumuló unas 10.000 horas de vuelo (no estaba seguro de su tiempo como piloto al mando) y estimó unas 1.500 horas en el MD-11.
Su copiloto, el primer oficial Kevin Lucas, de 47 años, fue contratado como instructor de vuelo por FedEx en 2004. Anteriormente, sirvió en la Fuerza Aérea de los Estados Unidos de 1989 a 2004 como veterano de la Guerra del Golfo, la Guerra de Bosnia y la Guerra de Kosovo. En 2007, se convirtió en ingeniero de vuelo del Boeing 727 y en 2012 en primer oficial del MD-11. Estimó una autonomía total de vuelo de entre 6.000 y 6.300 horas, de las cuales unas 4.000 como piloto al mando. Estimó una autonomía total de entre 400 y 500 horas en el MD-11.

## Accidente
El vuelo 910 de FedEx aterrizó en la pista 10L de Fort Lauderdale a las 17:50 hora local. La torre informó que el motor CF6 del lado izquierdo parecía estar en llamas. La aeronave se detuvo a unos 6580 pies (2006 m) de la pista y más allá del borde izquierdo con el tren de aterrizaje principal izquierdo colapsado y el ala izquierda en llamas. El aeropuerto cerró todas las pistas mientras los servicios de emergencia respondían para apagar el incendio. De los miembros de la tripulación a bordo, uno resultó herido y la aeronave sufrió daños sustanciales. La Junta Nacional de Seguridad en el Transporte (NTSB) envió a cinco investigadores al lugar y abrió una investigación.

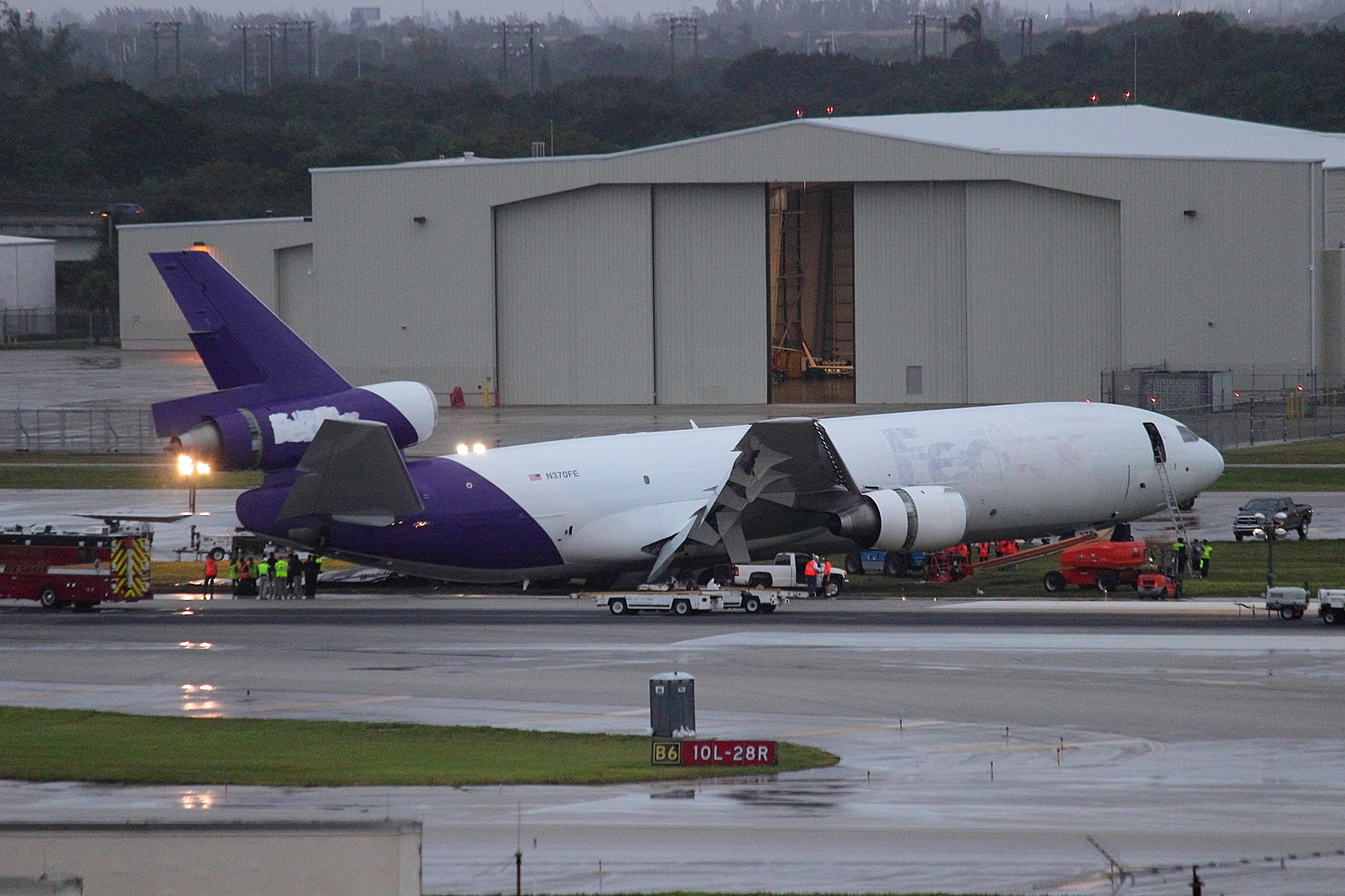
Las secuelas del avión con el nombre desvanecido.

El 31 de octubre, la NTSB informó que el tren de aterrizaje principal izquierdo falló después del aterrizaje y durante el rodaje. El motor y el ala izquierdos rozaron la pista y la aeronave viró a la izquierda, deteniéndose parcialmente fuera de ella. Ambos tripulantes escaparon por la ventana derecha de la cabina utilizando una cuerda de escape. Se reportó un herido. Las grabadoras de voz y datos de vuelo de la cabina se llevaron al laboratorio de la NTSB en Washington para su análisis. Tras examinar la pista, la NTSB devolvió el control al Aeropuerto de Fort Lauderdale.

## Investigación
El 23 de agosto de 2018, la NTSB informó que "la falla del tren principal izquierdo fue el resultado de una grieta por fatiga del metal que se inició dentro del tren", y citó la omisión de FedEx de revisar el tren en el intervalo de ocho años recomendado por el fabricante como un factor que contribuyó al accidente.